# Szobránc
Szobránc (szlovákul: Sobrance, ukránul Собранці) város Szlovákiában, a Kassai kerület Szobránci járásának székhelye.

## Fekvése
Az E50-es út mentén, Nagymihálytól 18 km-re keletre, a Szobránci-patak partján, 122 m magasságban fekszik.

## Története
A régészeti leletek tanúsága szerint területén már a kőkorszakban is laktak emberek.
A mai település 1200 előtt keletkezett a tibai váruradalom területén. Szent György tiszteletére szentelt templomát és plébániáját már 1312-ben említik. Fürdőjének gyógyvizét már 1336-ban ismerték, számos betegséget gyógyítottak vele. 1344-ben „Wasarostyba” néven említik először. 1351-ben már vásártartási joga volt. A nagymihály-tibai váruradalomhoz tartozott. 1409-ben „Zobranch” néven említik. Neve a szláv Sebranc személynévből származik. 1427-ben 43 háztartást számláltak a településen. 1476-ban már oppidium, azaz mezőváros. 1560-ban a Sztáray család Szent György tiszteletére prépostságot alapított a településen. Még a 16. század folyamán lakói áttértek a protestáns hitre, így a templom is a protestánsoké lett. Ez a templom később elpusztult, a 19. század elején már csak a tornya állt. 1588-ban a település 12 fél és 8 negyed porta után adózott, ez 20 háztartást jelent. 1599-ben 45 házon felül még templom, plébánia és iskola állt a városban. A 17. században az ellenreformáció hatására protestáns lakói ismét katolikusok lettek, a tibai plébánia fennhatósága alá tartoztak. 1700 körül a lakosság száma a kuruc háborúk és járványok hatására jelentősen csökkent. 1715-ben csak 2 lakott háza volt, 5 évvel később pedig már ennyi sem. Később újratelepült és a lakosság száma is gyorsan nőtt.
A 18. század végén, 1799-ben Vályi András így ír róla: „SZOBRANCZ. Tót Mezőváros Ungvár Várm. földes Urai több Urak, lakosai katolikusok, fekszik Ungvárhoz 2 mértföldnyire; postája, és büdös köves fördője is van; földgye középszerű, némelly része jól termő.”
Fényes Elek 1851-ben kiadott geográfiai szótárában így ír a városról: „Szobráncz, orosz-tót m. v. Ungh vmegyében, Unghvárhoz északra 2 mfdnyire: 241 g., 172 r. kath., 119 zsidó lak. Több derék nemes udvar. Postaállás és váltás Unghvár és Nagy-Mihály közt. F. u. gr. Buttler, Szemere, Viczmándy, Fekete, s m. A városhoz csak fél órányira van a hires kénköves és sós fördője. Fekszik ez kellemes vidéken szép nyirfás erdők szomszédságában a hegyek lábánál elterülő, s a Horneja vizétől nedvesitett síkságon. A viz több forrásokban buzog fel, de van egy főforrás, melly italra s fördésre leginkább használtatik. Vize ennek a kutban zavaros, ize csipős és kellemetlen sós, s kénköves. Alkotó része (egy fontot vévén fel) 20 gr. konyhasó, 6 gr. selenit, 4 gr. szénsavany-mész, 2 gr. szénsavany-magnezia, 3 gr. keserüsó, 1 gr. csudasó, 12 gr. mészföld és 100 köb hüvelykben mintegy 40 köb hüvelyk kénkőmáj-lég. (Schwefelleber-Luft). A víz hideg, s azért kádakban melegittetik. Használ a görcsben, szélütésben, köszvényben, máj és lépdugulásban, sülyben, makacs kelésekben, komorkórságban, nehéz nyavalyában, s több ideg- és bőrbetegségekben. A vendégek befogadására ujabban díszes épületek emeltettek.”
1864 és 1870 között Szent Lőrinc tiszteletére új templomot építettek, ez azonban 1944-ben, a háborúban elpusztult. 1878-ban 49 házában 527 lakos élt, akik nagyrészt földműveléssel és kézművességgel foglalkoztak.
A trianoni diktátumig Ung vármegye Szobránci járásának székhelye volt. 1939-1945 között ismét Magyarországhoz tartozott, ekkor az Ungi közigazgatási kirendeltség része.
1923 és 1960 között járási székhely, később a Nagymihályi járáshoz csatolták. 1996-tól az újjászervezett Szobránci járás székhelye.

## Népessége
| Év:            | 1994. | 2004.   | 2014.   | 2024.   |
| -------------- | ----- | ------- | ------- | ------- |
| Emberek száma: | 6188  | 6296    | 5981    | 5789    |
| Eltérés:       |       | +1,74 % | -5,00 % | -3,21 % |

| Év:            | 2023. | 2024.   |
| -------------- | ----- | ------- |
| Emberek száma: | 5827  | 5789    |
| Eltérés:       |       | -0,65 % |

1880-ban 1074 lakosából 234 német, 339 magyar és 459 szlovák anyanyelvű volt, ebből 397 római katolikus, 349 izraelita, 289 görög katolikus, 23 református, 16 evangélikus vallású. Szobránckomoróc 336 lakosából 45 magyar és 276 szlovák anyanyelvű volt, ennől 133 görög katolikus, 99 római katolikus, 66 református és 38 izraelita vallású.
1890-ben 1048 lakosából 133 magyar és 562 szlovák anyanyelvű volt. Szobránckomoróc 262 lakosából 31 magyar és 205 szlovák anyanyelvű volt.
1900-ban 1143 lakosából 372 magyar és 600 szlovák anyanyelvű volt. Szobránckomoróc 289 lakosából 2 magyar és 272 szlovák anyanyelvű volt.
1910-ben 1216 lakosából 538 magyar és 577 szlovák anyanyelvű volt. Szobránckomoróc 247 lakosából 6 magyar, 8 német és 231 szlovák anyanyelvű volt, ebből 93 római katolikus, 91 görög katolikus, 54 református, 8 izraelita és 1 evangélikus vallású.
1921-ben 1228 lakosából 181 magyar és 839 csehszlovák volt. Szobránckomoróc 251 lakosából 4 zsidó, 6 magyar és 241 csehszlovák volt.
1930-ban 1522 lakosából 103 magyar és 1082 csehszlovák volt. Szobránckomoróc 253 lakosából 3 zsidó, 3 állampolgárság nélküli és 247 csehszlovák volt.
1941-ben 1552 lakosa volt. Szobránckomorócnak 257 lakosából 250 szlovák és 5 magyar anyanyelvű volt.
1991-ben 5754 lakosából 7 magyar és 5524 szlovák volt.
2001-ben 6262 lakosából 4 magyar és 5972 szlovák volt.
2004-ben 6296 lakosa volt.
2011-ben 5981 lakosából 5105 szlovák, 489 cigány és 2 magyar volt.
2021-ben 5875 lakosából 17 (+1) magyar, 4583 (+94) szlovák, 988 (+63) cigány, 29 (+78) ruszin, 151 (+15) egyéb és 107 ismeretlen nemzetiségű volt.

## Neves személyek
- Itt született 1875-ben Földesi Gyula (Julij Feldesi) ruszin nyomdász, politikus.
- Itt született 1882-ben Krón Jenő grafikus, litográfus.
- Itt született 1897-ben Csuha Sándor földbirtokos, magyar parlamenti képviselő.
- Itt született 1909-ben Zdeněk Toman (Asher Zelig Goldberger) csehszlovák hivatalnok, elhárító tiszt.
- Itt született 1923-ban Kükemezey Mihály római katolikus pap, kassai káplán, akit a szobránci temetőben helyeztek örök nyugalomra.
- Itt élt Gömöri Jenő Tamás (1890–1967) magyar sakkozó és költő.

- Itt hunyt el 1940-ben Sztáray Irma, Wittelsbach Erzsébet magyar királyné udvarhölgye, csillagkeresztes hölgy, az Erzsébet-rend nagykereszt tulajdonosa.

## Nevezetességei

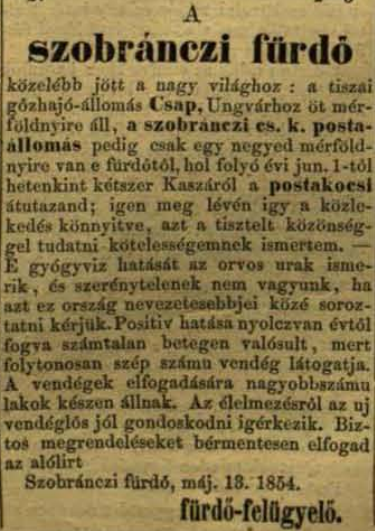
A fürdő reklámja (in: Vasárnapi Ujság 1854. 108. l.)

- Szobráncfürdő kénes, savas, sós gyógyvizét már 1336-ban is használták. 1945-ben elpusztult, de újjáépítették.
- Európában is ritkaságnak számító gitármúzeuma van.[6]
- Szent Lőrinc tiszteletére szentelt, római katolikus temploma 1967 és 1972 között épült.

## Testvértelepülések
- Cigánd, Magyarország